# العلاقات البيروية الفنلندية
العلاقات البيروفية الفنلندية هي العلاقات الثنائية التي تجمع بين بيرو وفنلندا.

## مقارنة بين البلدين
هذه مقارنة عامة ومرجعية للدولتين:
| وجه المقارنة                                              | بيرو                                   | فنلندا                                                                               |
| --------------------------------------------------------- | -------------------------------------- | ------------------------------------------------------------------------------------ |
| المساحة (كم2)                                             | 1.29 مليون                             | 338.42 ألف                                                                           |
| عدد السكان (نسمة)                                         | 32.16 مليون                            | 5.52 مليون                                                                           |
| الكثافة السكانية (ن./كم²)                                 | 24.93                                  | 16.31                                                                                |
| العاصمة                                                   | ليما                                   | هلسنكي                                                                               |
| اللغة الرسمية                                             | اللغة الإسبانية، اللغة الأيمرية، كتشوا | اللغة الفنلندية، اللغة السويدية                                                      |
| العملة                                                    | سول بيروفي جديد                        | يورو، ماركا فنلندية                                                                  |
| الناتج المحلي الإجمالي (بليون دولار)                      | 211.39 مليار                           | 251.88 مليار                                                                         |
| الناتج المحلي الإجمالي (تعادل القوة الشرائية) بليون دولار | 393.13 مليار                           | 231.84 مليار                                                                         |
| الناتج المحلي الإجمالي الاسمي للفرد دولار أمريكي          | 6.03 ألف                               | 42.31 ألف                                                                            |
| الناتج المحلي الإجمالي للفرد دولار أمريكي                 | 11.99 ألف                              | 40.68 ألف                                                                            |
| مؤشر التنمية البشرية                                      | 0.740                                  | 0.883                                                                                |
| رمز المكالمات الدولي                                      | +51                                    | +358                                                                                 |
| رمز الإنترنت                                              | .pe                                    | .fi                                                                                  |
| المنطقة الزمنية                                           | توقيت بيرو، 00                         | ت ع م+02:00، ت ع م+03:00، أوروبا/هلسنكي ‏، توقيت شرق أوروبا، توقيت شرق أوروبا الصيفي ‏ |

## منظمات دولية مشتركة
يشترك البلدان في عضوية مجموعة من المنظمات الدولية، منها:
| علم المنظمة | اسم المنظمة                               | تاريخ انضمام بيرو | تاريخ انضمام فنلندا |
| ----------- | ----------------------------------------- | ----------------- | ------------------- |
|             | مؤسسة التنمية الدولية                     | 30 أغسطس 1961     | 29 ديسمبر 1960      |
|             | يونسكو                                    | 21 نوفمبر 1946    | 10 أكتوبر 1956      |
|             | وكالة ضمان الاستثمار متعدد الأطراف        | 2 ديسمبر 1991     | 28 ديسمبر 1988      |
|             | الأمم المتحدة                             | 31 أكتوبر 1945    | 14 ديسمبر 1955      |
|             | الفريق المعني برصد الأرض                  | ?                 | ?                   |
|             | الاتحاد البريدي العالمي                   | ?                 | ?                   |
|             | البنك الدولي للإنشاء والتعمير             | 31 ديسمبر 1945    | 14 يناير 1948       |
|             | المنظمة الهيدروغرافية الدولية             | ?                 | ?                   |
|             | الاتحاد الدولي للاتصالات                  | 12 يوليو 1915     | 1 سبتمبر 1920       |
|             | منظمة حظر الأسلحة الكيميائية              | ?                 | ?                   |
|             | مؤسسة التمويل الدولية                     | 20 يوليو 1956     | 20 يوليو 1956       |
|             | المركز الدولي لتسوية المنازعات الاستشارية | 8 سبتمبر 1993     | 8 فبراير 1969       |
|             | منظمة التجارة العالمية                    | ?                 | 1995                |
|             | منظمة الشرطة الجنائية الدولية             | ?                 | ?                   |

## وصلات خارجية
- موقع وزارة الخارجية البيروفية
- موقع وزارة الخارجية الفنلندية